# Olszówka (województwo małopolskie)

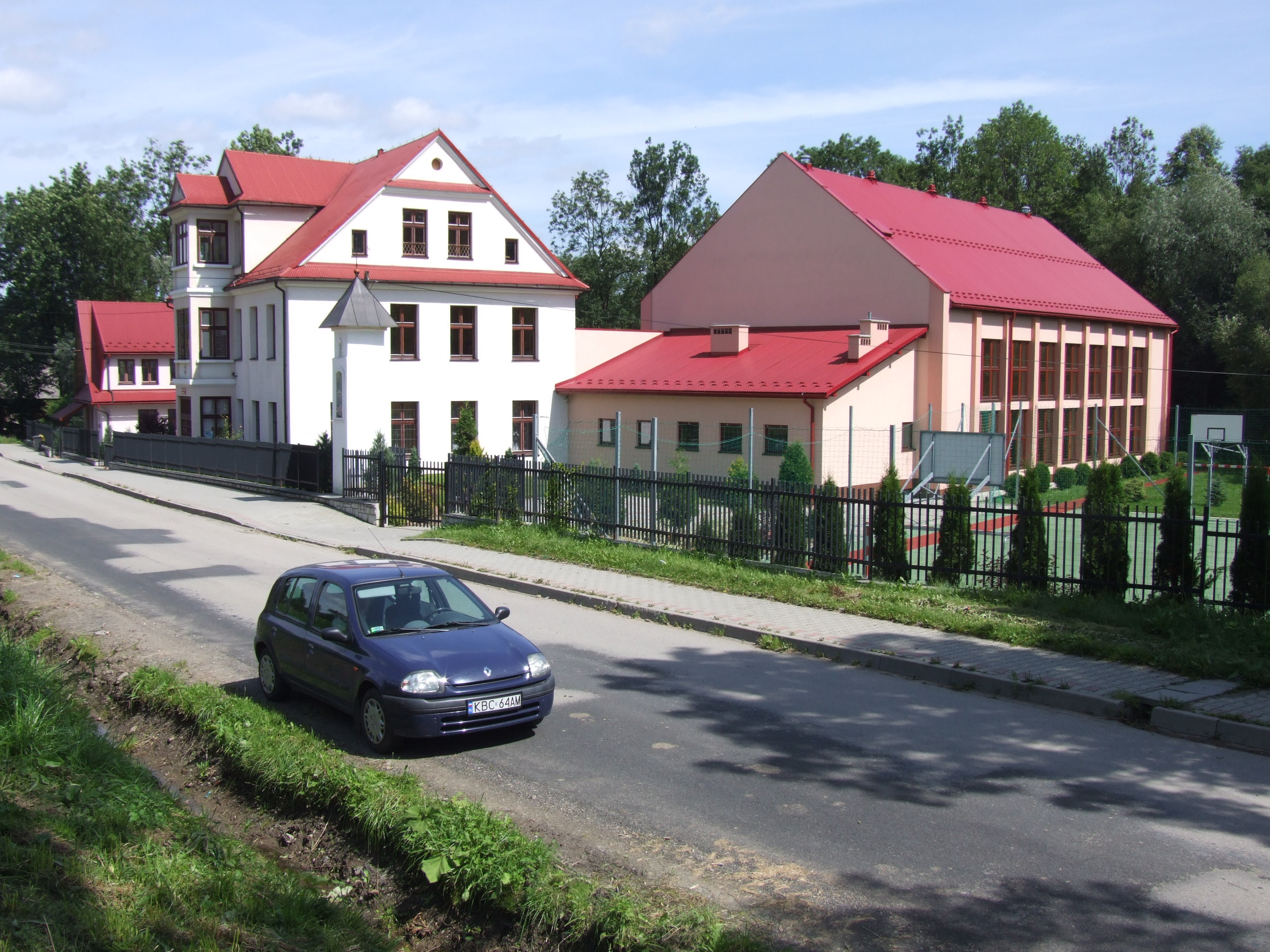
Szkoła im. Marii Konopnickiej

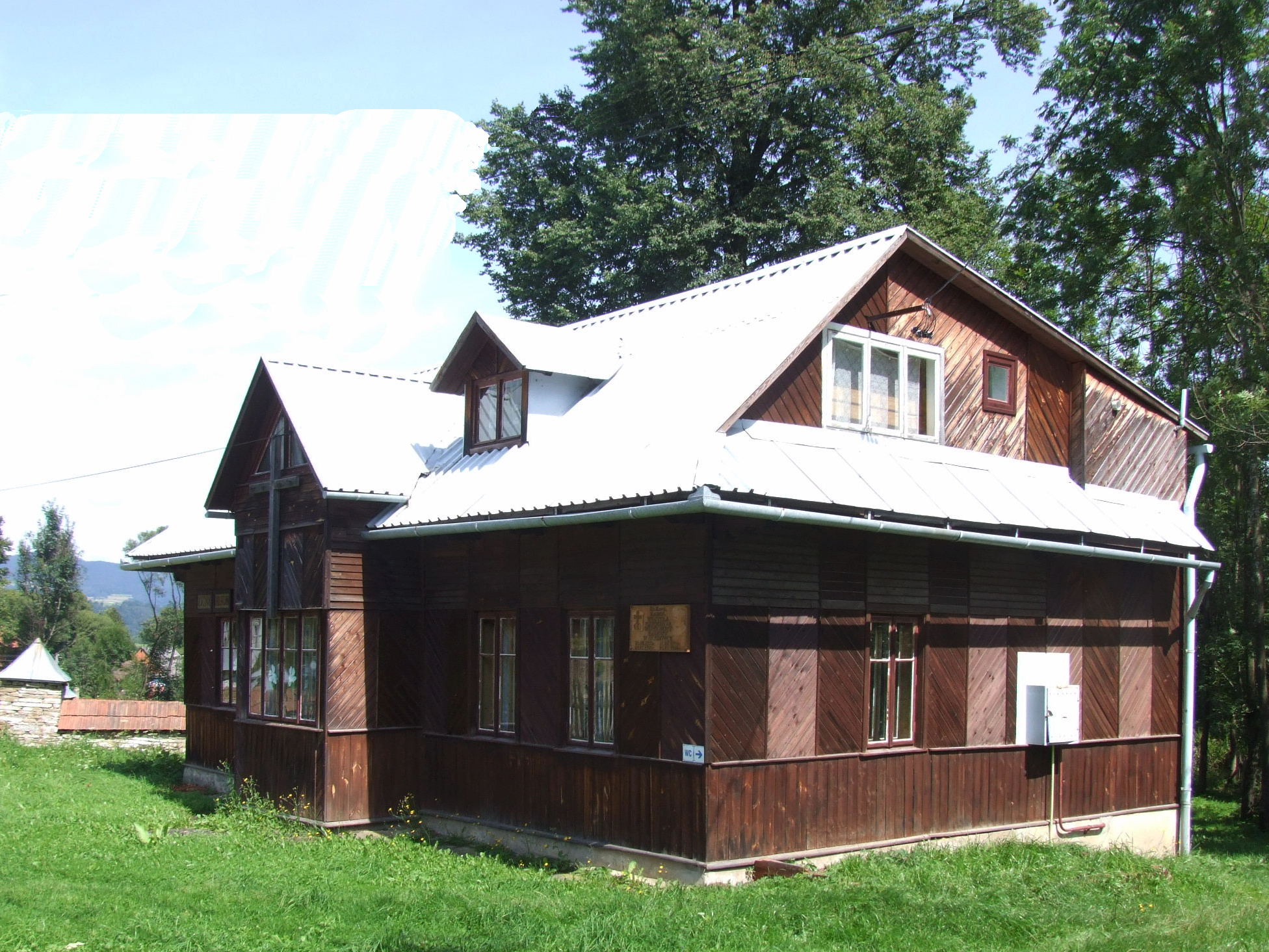
Izba regionalna

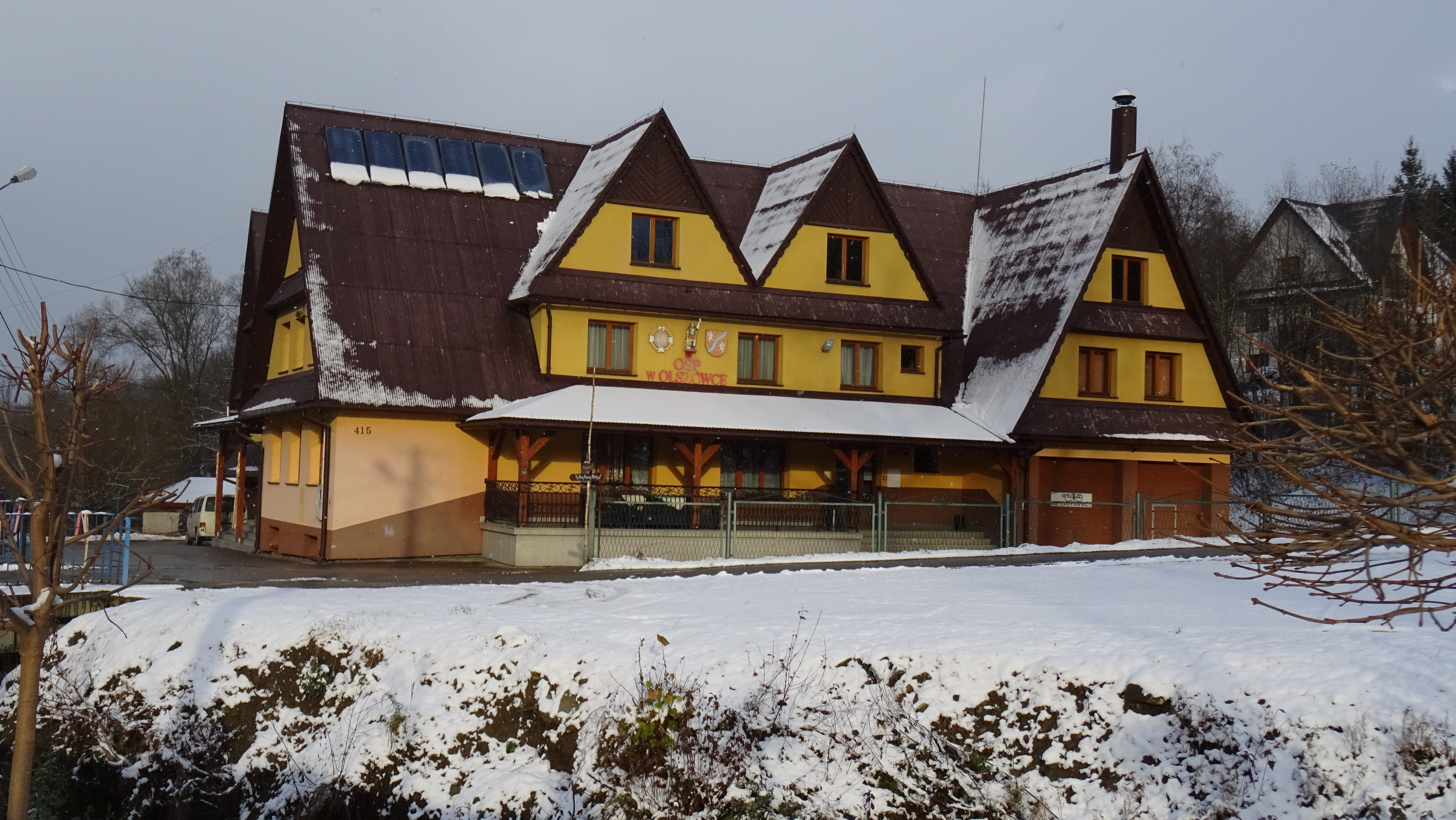
Budynek OSP Olszówka.

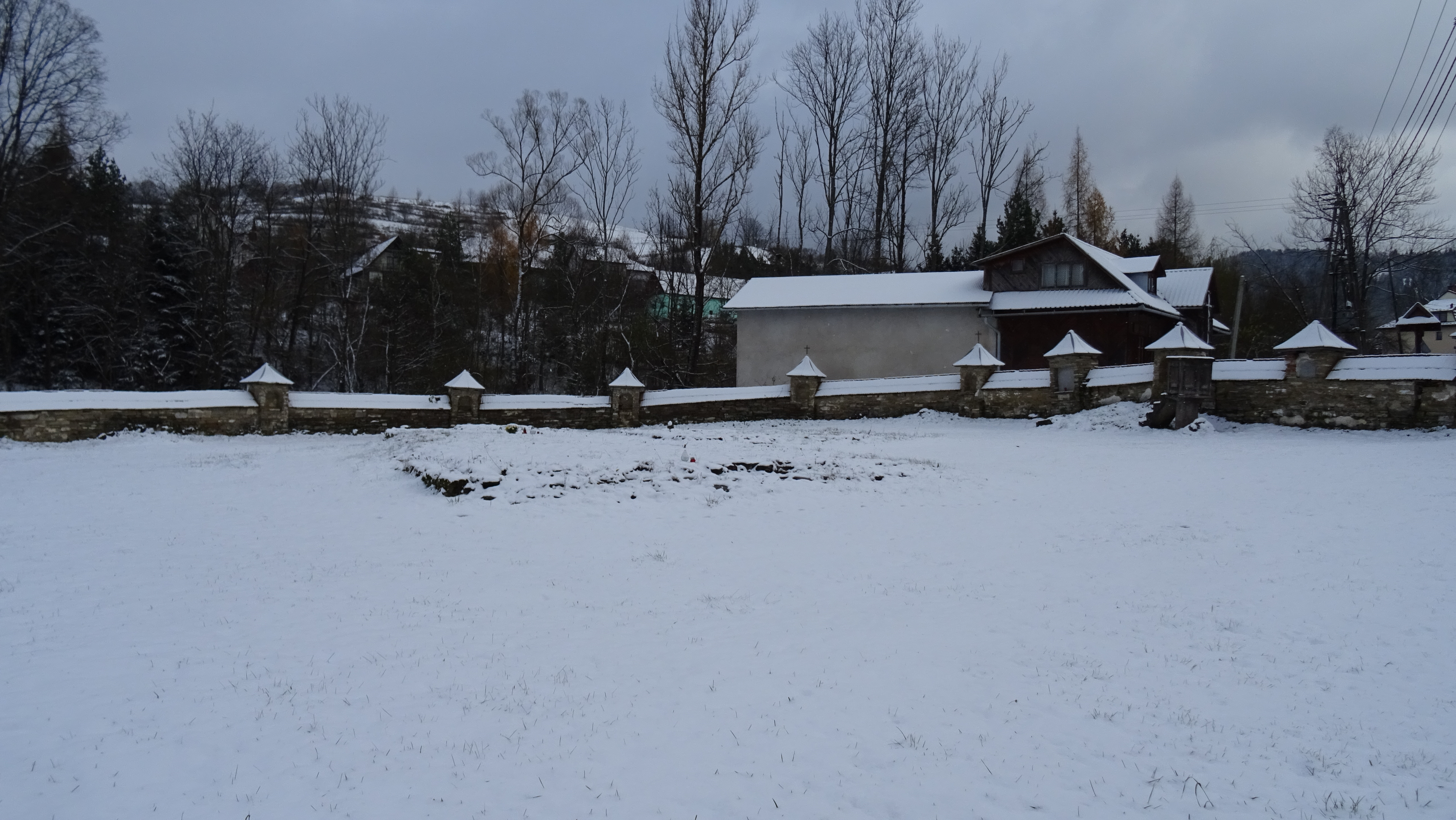
Miejsce gdzie stał stary kościół

Olszówka – wieś w Polsce, położona w województwie małopolskim, w powiecie limanowskim, w gminie Mszana Dolna. W latach 1975–1998 miejscowość położona była w województwie nowosądeckim.
Etnograficznie Olszówka należy do regionu zamieszkiwanego przez Zagórzan, ale miejscowa gwara zbliża się do gwary podhalańskiej. Według niektórych źródeł gwara Olszówki jest już gwarą podhalańską (Gwara zagórzańska).
W przysiółku Jasionów (740 m n.p.m.) znajduje się jedna z siedmiu położonych w powiecie limanowskim stacja meteo IMGW.
W Olszówce organizowane są przeglądy kolędnicze.
1 września 1977 część Olszówki (4,03 ha) włączono do Rabki.

## Położenie
Wieś położona na północnych stokach Gorców, na północ od Jaworzyny Ponickiej, w dolinie potoku Olszówka, który jest dopływem Raby. Sąsiaduje z: Rabą Niżną od północy, od wschodu z Porębą Wielką, Niedźwiedziem i Podobinem, od zachodu z miastem Rabka.

## Integralne części wsi
| przysiółki | Jasionów, Skalisne, Zarębki |
| części wsi | Barany, Bednarzówka, Biedaki, Buzdygówka, Cieluchówka, Do Szczepańskiego, Dział, Filipy, Folwark, Fudry, Gryzy, Jagodówka, Karbowniki, Karczmisko, Klępówka, Knowy, Kościelniówka, Kowalówka, Krausy, Kunochy, Kuternogi, Łabuzy, Łążek, Łęg, Ludwy, Mastki, Mikuły, Nawarówka, Nawieśniaki, Olechy, Pizdury, Plebania, Rymazówka, Staniki, Stróziki, Szczepaniaki, Toboły, Trybuły, Waligóry, Warwasy, Wiklarze, Włodarze, Wnękówka, Żury |

## Historia
Pierwsze wzmianki o istnieniu osadnictwa na tych ziemiach pochodzą z 1254, w dokumencie potwierdzającym nadanie przez Bolesława Wstydliwego na rzecz Cystersów ze Szczyrzyca ziem w tej okolicy. Wieś została oficjalnie lokowana na prawie magdeburskim w akcie lokacyjnym wystawionym 14 maja 1388 przez króla Władysława Jagiełłę. Pierwszym zasadźcą został Filip Klimuntowicz. Ten sam dokument wspomina również erygowanie parafii i pierwszy kościół w Olszówce.
W XV wieku Olszówka należała do dóbr królewskich dzierżawionych najpierw przez Ratołdów a później przez Pieniążków, którzy w 1534 przypisali ją do tzw. klucza mszańskiego, w skład którego weszły również Mszana Dolna, Słomka (obecnie część Mszany Dolnej), Raba Niżna i Kasinka Mała. W ramach dzierżawy mszańskiej wieś funkcjonowała aż do 1718, kiedy to została wyodrębniona jako samodzielna królewszczyzna. W 1776 została przejęta przez rząd austriacki, a w 1785 została przyłączona do starostwa nowotarskiego. Na początku XIX wieku wieś przeszła w ręce prywatne, kilkakrotnie zmieniając właścicieli.
W 1894 r. w Olszówce urodziła się poetka Antonia Zachara-Wnękowa.
3 września 1939 na terenie Olszówki Niemcy (naziści) zastrzelili 5 osób, a w wyniku uduszenia dymem z podpalonych zabudowań zmarło kolejnych 8. Na cmentarzu parafii św. Jana Chrzciciela w Olszówce znajduje się pomnik ku czci ofiar tej zbrodni hitlerowskiej.
4 lipca 1945 roku podczas obławy UB został zamordowany Zbigniew Kondal podporucznik wojska polskiego, dwa dni potem został pochowany na cmentarzu parafialnym.
W 1971 r. w Olszówce odbyły się pierwsze wakacyjne turnusy Oaz, czyli Ruchu Światło-Życie w archidiecezji krakowskiej. 
12 września 1988 r. Olszówka została odznaczona Złotą Odznaką za zasługi dla Województwa nowosądeckiego.
W latach 1982–1988 w Olszówce wybudowano nowy kościół. Zabytkowy kościół drewniany z 1732 spłonął w niewyjaśnionych okolicznościach w nocy z 15 na 16 września 1993.

## Turystyka

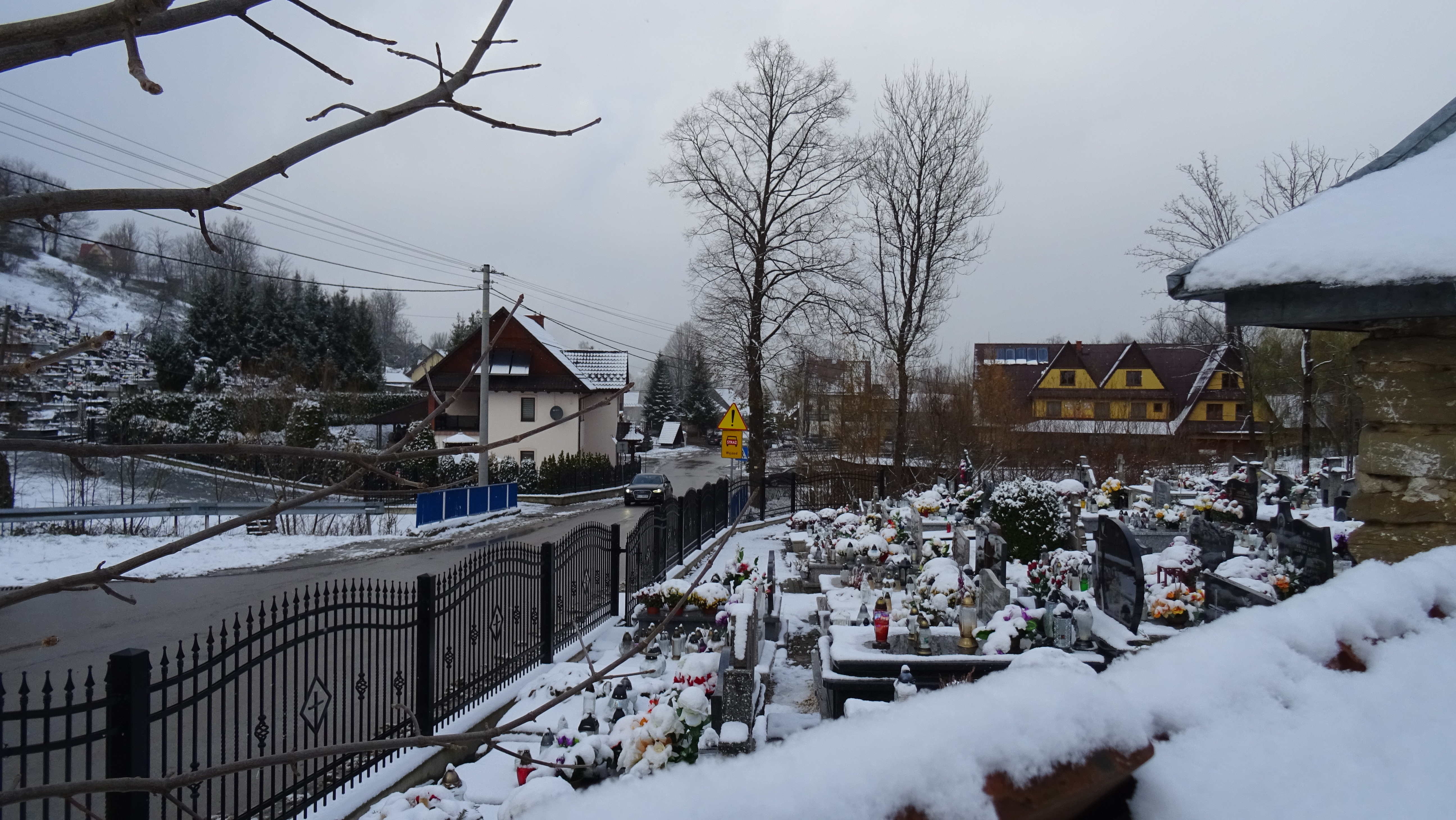
Olszówka, centrum wsi.

### Szlaki turystyczne[10]
z Rabki do Poręby Wielkiej i dalej na Turbacz

 z Poręby Wielkiej przez przysiółek Jasionów na Piątkową

 na Maciejową i Stare Wierchy

 z Rabki Zaryte na Stare Wierchy

### Atrakcje turystyczne
- przysiółek Jasionów, na który składa się kilka osiedli z zachowanym stylowym budownictwem[10];
- przydrożne urokliwe kapliczki na osiedlach Jasionów, Krausy, Jagody i Zarębki[4];
- Izba Regionalna w szkole podstawowej[4];
- odkrywki geologiczne wzdłuż doliny potoku Olszówka[4];
- pomniki przyrody na osiedlach Krausy i Trybuty[4];
- polana Śmierdząca, położona nad przysiółkiem Jasionów na terenie Gorczańskiego Parku Narodowego, na której obserwować można bogatą florę gorczańską, m.in. łąkę mieczykowo-miętlicową[10].